# Paralacydes impia
Paralacydes impia är en fjärilsart som beskrevs av Embrik Strand 1909. Paralacydes impia ingår i släktet Paralacydes och familjen björnspinnare. Inga underarter finns listade i Catalogue of Life.